# I liga argentyńska w piłce nożnej (1969)
W sezonie 1969 rozegrano dwa turnieje mistrzowskie – stołeczny Campeonato Metropolitano i ogólnokrajowy Campeonato Nacional.
Mistrzem Argentyny Metropolitano w sezonie 1969 został Chacarita Juniors, a wicemistrzem Argentyny Metropolitano został klub River Plate.
Mistrzem Argentyny Nacional w sezonie 1969 został klub Boca Juniors, a wicemistrzem Argentyny Nacional – klub River Plate.
Do Copa Libertadores 1970 zakwalifikowały się dwa kluby:
- Boca Juniors (mistrz Argentyny Nacional)
- River Plate. (wicemistrz Argentyny Nacional)

## Campeonato Metropolitano 1969
Mistrzem Argentyny Metropolitano w sezonie 1969 został klub Chacarita Juniors, natomiast wicemistrzem Argentyny Metropolitano – River Plate. Do drugiej ligi po barażach spadł jeden klub – Morón Buenos Aires. Ponieważ nikt nie awansował, pierwsza liga została zmniejszona z 22 do 21 klubów.

### Kolejka 1
Grupa A
| Data           | Mecz |
| -------------- | --- |
| 21 lutego 1969 | Rosario Central – CA Vélez Sarsfield 1:3 Aurelio Pascuttini - Mario Nogara, Omar Wehbe (2)                                       |
| 23 lutego 1969 | Boca Juniors – Atlanta Buenos Aires 2:0 Miguel Nicolau, Aldo Villagra                                                            |
| 23 lutego 1969 | San Lorenzo de Almagro – Club Atlético Lanús 5:2 Narciso Doval (3), Alberto Rendo, Pedro González - Bernardo Acosta, Ángel Silva |
| 23 lutego 1969 | Gimnasia y Esgrima La Plata – CA Colón 3:0 Ricardo Palma, Héctor Pignani, Delio Onnis                                            |
| 23 lutego 1969 | CA Banfield – Independiente 3:1 Mario Pardo (3) - José O. Pastoriza                                                              |

Grupa B
| Data           | Mecz |
| -------------- | --- |
| 23 lutego 1969 | Racing Club de Avellaneda – Los Andes Buenos Aires 0:0                                                                                      |
| 23 lutego 1969 | CA Argentino de Quilmes – CA Huracán 1:0 Miguel A. Cottón                                                                                   |
| 23 lutego 1969 | Argentinos Juniors – River Plate 1:2 Horacio Ibáñez - Daniel Onega, Oscar Más mecz rozegrany został na stadionie klubu Atlanta Buenos Aires |
| 23 lutego 1969 | Morón Buenos Aires – Newell’s Old Boys 1:0 Roberto O. López                                                                                 |
| 25 lutego 1969 | Unión Santa Fe – Estudiantes La Plata 1:2 Néstor Scotta - Camilo Aguilar (2)                                                                |

Mecz międzygrupowy
| Data           | Mecz                                                                                 |
| -------------- | ------------------------------------------------------------------------------------ |
| 23 lutego 1969 | CA Platense – Chacarita Juniors 1:2 Carlos A. Bulla - Raúl Poncio, Leonardo Recúpero |

### Kolejka 2
Grupa A
| Data           | Mecz |
| -------------- | --- |
| 28 lutego 1969 | CA Colón – San Lorenzo de Almagro 1:2 Agustín Balbuena - Rodolfo Fischer (2)                                                               |
| 2 marca 1969   | CA Vélez Sarsfield – Gimnasia y Esgrima La Plata 2:1 Omar Wehbe, José Solórzano - Carlos Diz                                               |
| 2 marca 1969   | Independiente – Rosario Central 2:0 Vicente de la Mata (g), Raúl Bernao                                                                    |
| 2 marca 1969   | Club Atlético Lanús – Chacarita Juniors 7:1 Fernando Parenti (3, 1k), Ramón Cabrero, Bernardo Acosta (2), Ángel Silva - Franco Frassoldati |
| 2 marca 1969   | Atlanta Buenos Aires – CA Banfield 0:0 |

Grupa B
| Data         | Mecz |
| ------------ | --- |
| 2 marca 1969 | Newell’s Old Boys – Racing Club de Avellaneda 1:1 Roque Avallay - Miguel A. Adorno                                                      |
| 2 marca 1969 | Estudiantes La Plata – Morón Buenos Aires 1:1 Juan Echecopar - José H. Medina s                                                         |
| 2 marca 1969 | Los Andes Buenos Aires – Argentinos Juniors 1:1 Luis Medina (k) - Alberto De Luca                                                       |
| 2 marca 1969 | CA Platense – CA Argentino de Quilmes 3:1 Juan C. Piris, Jorge N. Miranda, Carlos A. Bulla - Andrés Bertolotti                          |
| 2 marca 1969 | CA Huracán – Unión Santa Fe 2:0 Hugo Figueroa s, Edemil Araquem de Melo mecz rozegrany został na stadionie klubu San Lorenzo de Almagro |

Mecz międzygrupowy
| Data         | Mecz                                                         |
| ------------ | ------------------------------------------------------------ |
| 2 marca 1969 | Boca Juniors – River Plate 1:1 Antonio Cabrera - Jorge Recio |

### Kolejka 3
Grupa A
| Data         | Mecz |
| ------------ | --- |
| 9 marca 1969 | CA Banfield – Boca Juniors 0:5 Roberto Rogel, Aldo Villagra, Ángel Rojas (2), Oscar Pianetti                               |
| 9 marca 1969 | San Lorenzo de Almagro – CA Vélez Sarsfield 1:0 Rodolfo Fischer (k)                                                        |
| 9 marca 1969 | Chacarita Juniors – CA Colón 5:0 Leonardo Recúpero (2), Ángel Marcos (2), Jorge A. Gómez                                   |
| 9 marca 1969 | Rosario Central – Atlanta Buenos Aires 2:0 Roberto Gramajo, Miguel A. Bustos                                               |
| 9 marca 1969 | Gimnasia y Esgrima La Plata – Independiente 3:2 Delio Onnis (2, 1k), Jorge Castiglia - Roberto A. Tarabini, Raúl E. Bernao |

Grupa B
| Data         | Mecz |
| ------------ | --- |
| 7 marca 1969 | River Plate – Los Andes Buenos Aires 1:0 Daniel Onega |
| 9 marca 1969 | Argentinos Juniors – Newell’s Old Boys 1:1 Carlos A. Caputo - Ricardo Ferlich mecz rozegrany został na stadionie klubu Atlanta Buenos Aires                                                 |
| 9 marca 1969 | Racing Club de Avellaneda – Estudiantes La Plata 2:0 Walter Machado da Silva, Osvaldo Lamelza                                                                                               |
| 9 marca 1969 | Morón Buenos Aires – CA Huracán 3:2 José M. Solana, Néstor Canevari, Luis Gigliani - Miguel A. Brindisi, Edemil Araquem de Melo mecz rozegrany został na stadionie klubu CA Vélez Sarsfield |
| 9 marca 1969 | Unión Santa Fe – CA Platense 3:0 Héctor Vitale, Mario N. Zanabria, Néstor Scotta |

Mecz międzygrupowy
| Data         | Mecz                                                                                             |
| ------------ | ------------------------------------------------------------------------------------------------ |
| 9 marca 1969 | CA Argentino de Quilmes – Club Atlético Lanús 1:2 Andrés Bertolotti k - Juan J. De Mario (2, 1k) |

### Kolejka 4
Grupa A
| Data          | Mecz |
| ------------- | --- |
| 16 marca 1969 | Boca Juniors – Rosario Central 2:0 Aldo Villagra, Oscar Pianetti                                                  |
| 16 marca 1969 | Independiente – San Lorenzo de Almagro 2:0 Roberto A. Tarabini, Héctor Yazalde                                    |
| 16 marca 1969 | CA Vélez Sarsfield – Chacarita Juniors 2:2 Daniel Willington, Juan C. Carone - Raúl Poncio, Ángel Marcos          |
| 16 marca 1969 | Atlanta Buenos Aires – Gimnasia y Esgrima La Plata 3:1 Osvaldo Mura, Norberto Raffo, Jorge Domínguez - Carlos Diz |
| 16 marca 1969 | CA Colón – Club Atlético Lanús 2:2 Agustín Balbuena, Néstor Borgogno - Ángel Silva, Bernardo Acosta               |

Grupa B
| Data          | Mecz |
| ------------- | --- |
| 16 marca 1969 | CA Platense – Morón Buenos Aires 1:0 Juan C. Piris |
| 16 marca 1969 | CA Huracán – Racing Club de Avellaneda 1:1 Edemil Araquem de Melo - Walter Machado da Silva mecz rozegrany został na stadionie klubu San Lorenzo de Almagro |
| 16 marca 1969 | Estudiantes La Plata – Argentinos Juniors 2:1 Juan R. Verón, Eduardo Flores - Carlos A. Caputo                                                              |
| 16 marca 1969 | CA Argentino de Quilmes – Unión Santa Fe 2:0 Miguel A. Reguera, Félix Leeb                                                                                  |
| 18 marca 1969 | Newell’s Old Boys – River Plate 1:2 Roque Avallay - Daniel Onega (2)                                                                                        |

Mecz międzygrupowy
| Data          | Mecz                                                            |
| ------------- | --------------------------------------------------------------- |
| 16 marca 1969 | CA Banfield – Los Andes Buenos Aires 1:0 Miguel A. Converti (g) |

### Kolejka 5
Grupa A
| Data          | Mecz |
| ------------- | --- |
| 21 marca 1969 | Gimnasia y Esgrima La Plata – Boca Juniors 0:1 Orlando Medina                                                                                   |
| 23 marca 1969 | San Lorenzo de Almagro – Atlanta Buenos Aires 5:2 Rodolfo Fischer (2), Rodolfo Vicente s, Alberto Rendo, Pedro A. González - Norberto Raffo (2) |
| 23 marca 1969 | Chacarita Juniors – Independiente 1:0 Juan A. Gómez Voglino (k)                                                                                 |
| 23 marca 1969 | Club Atlético Lanús – CA Vélez Sarsfield 1:5 Juan J. De Mario (k) - Carlos Bianchi (2), Aldo Maturo, Juan C. Carone, Daniel Willington          |
| 23 marca 1969 | Rosario Central – CA Banfield 1:1 Raúl Castronovo - Mario Pardo                                                                                 |

Grupa B
| Data          | Mecz |
| ------------- | --- |
| 23 marca 1969 | River Plate – Estudiantes La Plata 3:1 Néstor Togneri s, Raúl Noguera, Daniel Onega - Eduardo Flores                                                                          |
| 23 marca 1969 | Racing Club de Avellaneda – CA Platense 3:1 Walter Machado da Silva (2), Roberto Salomone - Néstor Subiat                                                                     |
| 23 marca 1969 | Morón Buenos Aires – CA Argentino de Quilmes 0:1 Félix Leeb mecz rozegrany został na stadionie klubu Ferro Carril Oeste                                                       |
| 23 marca 1969 | Los Andes Buenos Aires – Newell’s Old Boys 0:0 |
| 23 marca 1969 | Argentinos Juniors – CA Huracán 1:4 Omar Larrosa - Roberto Puppo s, Luis A. Giribet (2, 1k), Miguel A. Brindisi mecz rozegrany został na stadionie klubu Atlanta Buenos Aires |

Mecz międzygrupowy
| Data          | Mecz |
| ------------- | --- |
| 23 marca 1969 | Unión Santa Fe – CA Colón 1:0 walkower mecz przerwany w 51 minucie przy stanie 0:0 – 2 kwietnia 1969 przyznano walkower 1:0 dla Unión Santa Fe |

### Kolejka 6
Grupa A
| Data          | Mecz |
| ------------- | --- |
| 30 marca 1969 | Boca Juniors – San Lorenzo de Almagro 2:0 Rubén Suñé (k), Oscar Pianetti                                                      |
| 30 marca 1969 | Independiente – Club Atlético Lanús 1:1 Melchor Sabella s - Daniel Quevedo                                                    |
| 30 marca 1969 | Atlanta Buenos Aires – Chacarita Juniors 1:1 Norberto Raffo - Carlos M. García Cambón                                         |
| 30 marca 1969 | CA Banfield – Gimnasia y Esgrima La Plata 2:2 Fernando L. Lavezzi, Mario Pardo - Hugo Pedraza, Jorge Carrascosa s             |
| 30 marca 1969 | CA Vélez Sarsfield – CA Colón 4:2 Iselín Ovejero, Jorge O. Pérez, Luis Gallo, Juan C. Carone - Juan Ceballo, Juan C. Lo Bello |

Grupa B
| Data          | Mecz |
| ------------- | --- |
| 28 marca 1969 | CA Argentino de Quilmes – Racing Club de Avellaneda 0:2 José M. Martínez s, Roberto Salomone                   |
| 30 marca 1969 | CA Huracán – River Plate 0:1 Roberto Gutiérrez mecz rozegrany został na stadionie klubu San Lorenzo de Almagro |
| 30 marca 1969 | CA Platense – Argentinos Juniors 2:2 Juan C. Piris (k), Carlos A. Bulla - Alberto De Luca (2)                  |
| 30 marca 1969 | Estudiantes La Plata – Los Andes Buenos Aires 2:1 Eduardo Flores, Juan R. Verón - Luis Medina                  |
| 30 marca 1969 | Unión Santa Fe – Morón Buenos Aires 4:1 Néstor Scotta (2), Inocencio Dusso, Mario Mendoza - Néstor Canevari    |

Mecz międzygrupowy
| Data          | Mecz |
| ------------- | --- |
| 30 marca 1969 | Rosario Central – Newell’s Old Boys 2:2 Enzo Gennoni k, Nelson Silva Pacheco k - Juan C. Montes, Roque Avallay |

### Kolejka 7
Grupa A
| Data            | Mecz |
| --------------- | --- |
| 3 kwietnia 1969 | Chacarita Juniors – Boca Juniors 0:0                                                                                                |
| 3 kwietnia 1969 | San Lorenzo de Almagro – CA Banfield 4:0 Rodolfo Fischer, Héctor Veira (2), Miguel A. Tojo                                          |
| 3 kwietnia 1969 | CA Colón – Independiente 2:0 Carlos A. Colman, Carlos Castillo według RSSSF mecz rozegrany został na stadionie klubu Unión Santa Fe |
| 3 kwietnia 1969 | Gimnasia y Esgrima La Plata – Rosario Central 2:0 Ricardo Palma, Jorge Castiglia                                                    |
| 3 kwietnia 1969 | Club Atlético Lanús – Atlanta Buenos Aires 2:0 Daniel Quevedo, Bernardo Acosta                                                      |

Grupa B
| Data            | Mecz |
| --------------- | --- |
| 3 kwietnia 1969 | River Plate – CA Platense 0:4 Gualberto Muggione, Néstor Subiat, Jorge N. Miranda, Carlos A. Bulla                 |
| 3 kwietnia 1969 | Newell’s Old Boys – Estudiantes La Plata 2:2 Abayuvá Ibáñez, Heraldo Bezerra - Felipe Ribaudo (2)                  |
| 3 kwietnia 1969 | Racing Club de Avellaneda – Unión Santa Fe 3:1 Roberto Salomone, Roberto Aguirre, Juan C. Cárdenas - Néstor Scotta |
| 3 kwietnia 1969 | Los Andes Buenos Aires – CA Huracán 2:2 Luis Medina (k), Miguel Vignale - Rodolfo Vilanoba, Alberto Cabaleiro      |
| 3 kwietnia 1969 | Argentinos Juniors – CA Argentino de Quilmes 0:0                                                                   |

Mecz międzygrupowy
| Data            | Mecz |
| --------------- | --- |
| 3 kwietnia 1969 | Morón Buenos Aires – CA Vélez Sarsfield 0:1 Daniel Willington k mecz rozegrany został na stadionie klubu Platense |

### Kolejka 8
Grupa A
| Data            | Mecz |
| --------------- | --- |
| 6 kwietnia 1969 | Boca Juniors – Club Atlético Lanús 2:0 Ángel C. Rojas, Antonio Cabrera                                      |
| 6 kwietnia 1969 | Rosario Central – San Lorenzo de Almagro 1:0 Raúl Castronovo                                                |
| 6 kwietnia 1969 | Independiente – CA Vélez Sarsfield 0:1 Omar Wehbe                                                           |
| 6 kwietnia 1969 | CA Banfield – Chacarita Juniors 1:2 Jorge A. Gómez s - Ángel Marcos, Rodolfo Orife                          |
| 6 kwietnia 1969 | Atlanta Buenos Aires – CA Colón 4:1 Norberto Raffo, Jorge Domínguez (2), Jorge Fernández - Juan C. Lo Bello |

Grupa B
| Data            | Mecz |
| --------------- | --- |
| 6 kwietnia 1969 | CA Argentino de Quilmes – River Plate 2:3 Carlos A. Della Savia, Andrés Bertolotti (k) - Oscar Más (k), Carlos M. Rodríguez, Daniel Onega |
| 6 kwietnia 1969 | Unión Santa Fe – Argentinos Juniors 1:0 Inocencio Dusso                                                                                   |
| 6 kwietnia 1969 | CA Platense – Los Andes Buenos Aires 1:1 Jorge N. Miranda - Rubén A. Zárate                                                               |
| 6 kwietnia 1969 | Morón Buenos Aires – Racing Club de Avellaneda 0:2 Roberto Salomone (2) mecz rozegrany został na stadionie klubu CA Vélez Sarsfield       |
| 9 kwietnia 1969 | CA Huracán – Newell’s Old Boys 1:1 Rodolfo Chazarreta - João Cardoso mecz rozegrany został na stadionie klubu San Lorenzo de Almagro      |

Mecz międzygrupowy
| Data             | Mecz |
| ---------------- | --- |
| 6 kwietnia 1969  | Gimnasia y Esgrima La Plata – Estudiantes La Plata 0:0 mecz przerwany w 52 minucie – dokończony 16 kwietnia                                           |
| 16 kwietnia 1969 | Gimnasia y Esgrima La Plata – Estudiantes La Plata 2:0 Héctor Pignani (2) dokończenie brakujących 38 minut na stadionie klubu CA Argentino de Quilmes |

### Kolejka 9
Grupa A
| Data             | Mecz |
| ---------------- | --- |
| 11 kwietnia 1969 | Club Atlético Lanús – CA Banfield 1:2 Bernardo Acosta - Mario Pardo, Fernando L. Lavezzi mecz rozegrany został na stadionie klubu San Lorenzo de Almagro |
| 13 kwietnia 1969 | CA Colón – Boca Juniors 0:0 według RSSSF mecz rozegrany został na stadionie klubu Unión Santa Fe                                                         |
| 13 kwietnia 1969 | San Lorenzo de Almagro – Gimnasia y Esgrima La Plata 2:3 Héctor Veira, Rodolfo Fischer - Delio Onnis, Omar J. Diéguez, Jorge Castiglia                   |
| 13 kwietnia 1969 | CA Vélez Sarsfield – Atlanta Buenos Aires 4:2 Mario Nogara, Omar Wehbe, Carlos Bianchi, Luis Gallo - Jorge Domínguez, Carlos de la Iglesia               |
| 13 kwietnia 1969 | Chacarita Juniors – Rosario Central 0:0 |

Grupa B
| Data             | Mecz |
| ---------------- | --- |
| 13 kwietnia 1969 | River Plate – Unión Santa Fe 0:0 |
| 13 kwietnia 1969 | Newell’s Old Boys – CA Platense 3:1 Roque Avallay (3) - Juan C. Piris (k) |
| 13 kwietnia 1969 | Estudiantes La Plata – CA Huracán 3:3 Juan Echecopar, Christian Rudzki, Néstor Togneri - Luis A. Giribet (2), Hugo Tedesco mecz rozegrany został na stadionie klubu CA Argentino de Quilmes |
| 13 kwietnia 1969 | Argentinos Juniors – Morón Buenos Aires 0:1 Néstor Canevari (k) mecz rozegrany został na stadionie klubu Atlanta Buenos Aires                                                               |
| 13 kwietnia 1969 | Los Andes Buenos Aires – CA Argentino de Quilmes 1:1 Luis A. Vera Díaz - Carlos A. Della Savia                                                                                              |

Mecz międzygrupowy
| Data             | Mecz |
| ---------------- | --- |
| 13 kwietnia 1969 | Racing Club de Avellaneda – Independiente 2:2 Walter Machado da Silva, Marcos Cominelli - Roberto A. Tarabini (2, 1k) |

### Kolejka 10
Grupa A
| Data             | Mecz                                                                              |
| ---------------- | --------------------------------------------------------------------------------- |
| 20 kwietnia 1969 | Boca Juniors – CA Vélez Sarsfield 2:1 Ángel C. Rojas, Rubén Suñé (k) - Omar Wehbe |
| 20 kwietnia 1969 | Atlanta Buenos Aires – Independiente 0:1 Héctor Yazalde                           |
| 20 kwietnia 1969 | Gimnasia y Esgrima La Plata – Chacarita Juniors 0:1 Rodolfo Orife                 |
| 20 kwietnia 1969 | Rosario Central – Club Atlético Lanús 0:2 Ramón Cabrero, Bernardo Acosta          |
| 20 kwietnia 1969 | CA Banfield – CA Colón 1:1 Oscar M. Álvarez - Néstor Borgogno                     |

Grupa B
| Data             | Mecz |
| ---------------- | --- |
| 18 kwietnia 1969 | Morón Buenos Aires – River Plate 1:3 Victorino Vega - Juan C. Trebucq (2), Oscar Más mecz rozegrany został na stadionie klubu San Lorenzo de Almagro |
| 20 kwietnia 1969 | CA Argentino de Quilmes – Newell’s Old Boys 1:1 Miguel A. Benito - João Cardoso                                                                      |
| 20 kwietnia 1969 | Racing Club de Avellaneda – Argentinos Juniors 0:0                                                                                                   |
| 20 kwietnia 1969 | Unión Santa Fe – Los Andes Buenos Aires 1:4 Mario N. Zanabria - Rubén A. Zárate (2), Luis A. Vera Díaz (2)                                           |
| 20 kwietnia 1969 | CA Platense – Estudiantes La Plata 0:4 Eduardo Flores (3), Juan Echecopar                                                                            |

Mecz międzygrupowy
| Data             | Mecz                                                                                         |
| ---------------- | -------------------------------------------------------------------------------------------- |
| 20 kwietnia 1969 | San Lorenzo de Almagro – CA Huracán 1:2 Roberto Telch - Miguel A. Brindisi, Rodolfo Vilanoba |

### Kolejka 11
Grupa A
| Data             | Mecz |
| ---------------- | --- |
| 27 kwietnia 1969 | Independiente – Boca Juniors 0:0                                                                                        |
| 27 kwietnia 1969 | Chacarita Juniors – San Lorenzo de Almagro 0:2 Antonio García Ameijenda, Pedro A. Gonzélez                              |
| 27 kwietnia 1969 | CA Vélez Sarsfield – CA Banfield 1:2 Carlos Bianchi - Oscar Cáceres (2)                                                 |
| 27 kwietnia 1969 | Club Atlético Lanús – Gimnasia y Esgrima La Plata 4:0 Bernardo Acosta (3), Juan J. De Mario (k)                         |
| 27 kwietnia 1969 | CA Colón – Rosario Central 1:0 Néstor Borgogno (k) według RSSSF mecz rozegrany został na stadionie klubu Unión Santa Fe |

Grupa B
| Data             | Mecz |
| ---------------- | --- |
| 25 kwietnia 1969 | Estudiantes La Plata – CA Argentino de Quilmes 4:0 Eduardo Flores (2), Juan R. Verón (2)                                         |
| 27 kwietnia 1969 | River Plate – Racing Club de Avellaneda 2:2 Ricardo Montivero (k), Daniel Onega - Roberto Ferreiro s, Walter Machado da Silva    |
| 27 kwietnia 1969 | Newell’s Old Boys – Unión Santa Fe 0:2 Omar Asencio, Mario Mendoza                                                               |
| 27 kwietnia 1969 | CA Huracán – CA Platense 0:2 Carlos A. Bulla, Gualberto Muggione mecz rozegrany został na stadionie klubu San Lorenzo de Almagro |
| 27 kwietnia 1969 | Los Andes Buenos Aires – Morón Buenos Aires 2:3 Luis A. Vera Díaz, Menéndez - Néstor Canevari (2, 1k), Roberto O. López          |

Mecz międzygrupowy
| Data             | Mecz                                                                                            |
| ---------------- | ----------------------------------------------------------------------------------------------- |
| 27 kwietnia 1969 | Argentinos Juniors – Atlanta Buenos Aires 0:0 mecz rozegrany został na stadionie klubu Platense |

### Kolejka 12
Grupa A
| Data             | Mecz |
| ---------------- | --- |
| 30 kwietnia 1969 | Independiente – CA Banfield 1:0 Héctor Yazalde                                                                                         |
| 1 maja 1969      | Club Atlético Lanús – San Lorenzo de Almagro 2:1 Juan J. De Mario, Ángel Silva - Rafael Albrecht                                       |
| 1 maja 1969      | CA Colón – Gimnasia y Esgrima La Plata 0:0 według RSSSF mecz rozegrany został na stadionie klubu Unión Santa Fe                        |
| 7 maja 1969      | Atlanta Buenos Aires – Boca Juniors 0:2 Roberto Rogel, Antonio Cabrera mecz rozegrany został na stadionie klubu San Lorenzo de Almagro |
| 7 maja 1969      | CA Vélez Sarsfield – Rosario Central 0:1 Enzo Gennoni                                                                                  |

Grupa B
| Data         | Mecz |
| ------------ | --- |
| 1 maja 1969  | River Plate – Argentinos Juniors 4:2 Carlos M. Rodríguez, Oscar Más, Ricardo Montivero (k), Héctor Minitti - Olindo Guzmán (2)                                                                     |
| 1 maja 1969  | Los Andes Buenos Aires – Racing Club de Avellaneda 1:3 Néstor Manfredi - Walter Machado da Silva, Roberto Salomone (2)                                                                             |
| 1 maja 1969  | Newell’s Old Boys – Morón Buenos Aires 1:0 Abayuvá Ibáñez |
| 1 maja 1969  | CA Huracán – CA Argentino de Quilmes 6:3 Miguel A. Brindisi (2), Hugo Tedesco (4) - Andrés Bertolotti (k), Miguel A. Benito, Juan C. Touriño mecz rozegrany został na stadionie klubu Boca Juniors |
| 28 maja 1969 | Estudiantes La Plata – Unión Santa Fe 1:1 Eduardo Flores - Mario Mendoza |

Mecz międzygrupowy
| Data        | Mecz                                                                                                   |
| ----------- | --- |
| 1 maja 1969 | Chacarita Juniors – CA Platense 3:2 Rodolfo Orife (2), Ángel Marcos - Juan C. Piris k, Carlos A. Bulla |

### Kolejka 13
Grupa A
| Data        | Mecz                                                                                              |
| ----------- | ------------------------------------------------------------------------------------------------- |
| 4 maja 1969 | San Lorenzo de Almagro – CA Colón 3:0 Rodolfo Fischer, Pedro A. González, Héctor Veira            |
| 4 maja 1969 | Rosario Central – Independiente 1:0 Enzo Gennoni (k)                                              |
| 4 maja 1969 | Chacarita Juniors – Club Atlético Lanús 3:0 Ángel Marcos, Horacio Neumann, Rodolfo Orife          |
| 4 maja 1969 | CA Banfield – Atlanta Buenos Aires 2:1 Fernando L. Lavezzi (2) - Rodolfo Vicente                  |
| 4 maja 1969 | Gimnasia y Esgrima La Plata – CA Vélez Sarsfield 0:3 Juan C. Carone, Carlos Bianchi, José L. Luna |

Grupa B
| Data        | Mecz |
| ----------- | --- |
| 4 maja 1969 | Racing Club de Avellaneda – Newell’s Old Boys 5:2 Osvaldo Lamelza (2), Machado da Silva (3) - Roque Avallay, Juan C. Montes                                |
| 4 maja 1969 | CA Argentino de Quilmes – CA Platense 3:2 Oscar López (2), Andrés Bertolotti (k) - Néstor Subiat, Jorge N. Miranda                                         |
| 4 maja 1969 | Morón Buenos Aires – Estudiantes La Plata 0:3 Eduardo Flores, Juan R. Verón, Marcos Conigliaro mecz rozegrany został na stadionie klubu CA Vélez Sarsfield |
| 4 maja 1969 | Unión Santa Fe – CA Huracán 1:2 Luis Sauco - Miguel A. Brindisi, Luis A. Giribet                                                                           |
| 4 maja 1969 | Argentinos Juniors – Los Andes Buenos Aires 3:0 Alberto De Luca, Horacio Ibáñez, Olindo Guzmán (k) mecz rozegrany został na stadionie klubu CA Platense    |

Mecz międzygrupowy
| Data        | Mecz                                                   |
| ----------- | ------------------------------------------------------ |
| 4 maja 1969 | River Plate – Boca Juniors 2:0 Daniel Onega, Oscar Más |

### Kolejka 14
Grupa A
| Data         | Mecz |
| ------------ | --- |
| 11 maja 1969 | Boca Juniors – CA Banfield 4:0 Rubén Suñé (2, 1k), Nicolás Novello, Antonio Rattín                                                                                           |
| 11 maja 1969 | CA Vélez Sarsfield – San Lorenzo de Almagro 2:2 Omar Wehbe (2) - Héctor Veira (2)                                                                                            |
| 11 maja 1969 | Independiente – Gimnasia y Esgrima La Plata 2:1 Héctor Yazalde, Roberto A. Tarabini - Alfredo Loyácono                                                                       |
| 11 maja 1969 | CA Colón – Chacarita Juniors 0:1 Ernesto Jáuregui s |
| 11 maja 1969 | Atlanta Buenos Aires – Rosario Central 2:2 Teodoro García, Héctor Zerrillo - Carlos Griguol, Raúl Castronovo mecz rozegrany został na stadionie klubu San Lorenzo de Almagro |

Grupa B
| Data         | Mecz |
| ------------ | --- |
| 9 maja 1969  | CA Huracán – Morón Buenos Aires 3:0 Hugo Tedesco (2), José Meija mecz rozegrany został na stadionie klubu San Lorenzo de Almagro |
| 11 maja 1969 | Estudiantes La Plata – Racing Club de Avellaneda 0:1 Walter Machado da Silva                                                     |
| 11 maja 1969 | Los Andes Buenos Aires – River Plate 0:0                                                                                         |
| 11 maja 1969 | Newell’s Old Boys – Argentinos Juniors 1:1 Juan C. Montes - Olindo Guzmán                                                        |
| 11 maja 1969 | CA Platense – Unión Santa Fe 2:0 Carlos A. Bulla, Jorge N. Miranda                                                               |

Mecz międzygrupowy
| Data         | Mecz                                                                                    |
| ------------ | --------------------------------------------------------------------------------------- |
| 11 maja 1969 | Club Atlético Lanús – CA Argentino de Quilmes 1:1 Bernardo Acosta - Andrés Bertolotti k |

### Kolejka 15
Grupa A
| Data         | Mecz                                                                                  |
| ------------ | ------------------------------------------------------------------------------------- |
| 18 maja 1969 | Gimnasia y Esgrima La Plata – Atlanta Buenos Aires 1:0 Jorge Castiglia                |
| 18 maja 1969 | Club Atlético Lanús – CA Colón 2:2 Ángel Silva (2) - Julio Correa, Héctor Velázquez   |
| 18 maja 1969 | Rosario Central – Boca Juniors 0:0                                                    |
| 20 maja 1969 | San Lorenzo de Almagro – Independiente 0:1 Héctor Yazalde                             |
| 21 maja 1969 | Chacarita Juniors – CA Vélez Sarsfield 2:1 Horacio Neumann, Ángel Marcos - Omar Wehbe |

Grupa B
| Data            | Mecz |
| --------------- | --- |
| 16 maja 1969    | River Plate – Newell’s Old Boys 4:0 Daniel Onega, Oscar Más (2), Ricardo De Rienzo s mecz rozegrany został na stadionie klubu San Lorenzo de Almagro |
| 18 maja 1969    | Racing Club de Avellaneda – CA Huracán 3:1 Osvaldo Lamelza (2), Roberto Salomone - Luis A. Giribet                                                   |
| 18 maja 1969    | Unión Santa Fe – CA Argentino de Quilmes 0:0 |
| 21 maja 1969    | Morón Buenos Aires – CA Platense 1:3 Oscar T. López - Rubén Valdez, Jorge N. Miranda, Gualberto Muggione                                             |
| 18 czerwca 1969 | Argentinos Juniors – Estudiantes La Plata 0:1 Juan R. Verón mecz rozegrany został na stadionie klubu San Lorenzo de Almagro                          |

Mecz międzygrupowy
| Data         | Mecz                                                                                        |
| ------------ | ------------------------------------------------------------------------------------------- |
| 21 maja 1969 | Los Andes Buenos Aires – CA Banfield 1:2 Luis Medina k - Alberto M. González, Oscar Cáceres |

### Kolejka 16
Grupa A
| Data         | Mecz |
| ------------ | --- |
| 25 maja 1969 | Boca Juniors – Gimnasia y Esgrima La Plata 0:1 Héctor Pignani                                                                                           |
| 25 maja 1969 | Independiente – Chacarita Juniors 2:1 Roberto A. Tarabini (2, 1k) - Rodolfo Orife                                                                       |
| 25 maja 1969 | CA Vélez Sarsfield – Club Atlético Lanús 2:2 José L. Luna, José Solórzano - Fernando Parenti, Ramón Peralta                                             |
| 25 maja 1969 | CA Banfield – Rosario Central 1:1 Roberto Salvatierra - Carlos Griguol                                                                                  |
| 25 maja 1969 | Atlanta Buenos Aires – San Lorenzo de Almagro 0:2 Antonio García Ameijenda, Rafael Albrecht mecz rozegrany został na stadionie klubu Morón Buenos Aires |

Grupa B
| Data         | Mecz |
| ------------ | --- |
| 25 maja 1969 | CA Platense – Racing Club de Avellaneda 0:0 według RSSSF mecz rozegrany został na stadionie klubu River Plate |
| 25 maja 1969 | Newell’s Old Boys – Los Andes Buenos Aires 3:0 Avayuvá Ibáñez, Roque Avallay, Hernán Ramírez                  |
| 25 maja 1969 | CA Argentino de Quilmes – Morón Buenos Aires 1:0 Andrés Bertolotti                                            |
| 25 maja 1969 | CA Huracán – Argentinos Juniors 0:0 mecz rozegrany został na stadionie klubu San Lorenzo de Almagro           |
| 25 maja 1969 | Estudiantes La Plata – River Plate 1:0 Juan R. Verón                                                          |

Mecz międzygrupowy
| Data         | Mecz                                        |
| ------------ | ------------------------------------------- |
| 25 maja 1969 | CA Colón – Unión Santa Fe 0:1 Néstor Scotta |

### Kolejka 17
Grupa A
| Data           | Mecz                                                                                          |
| -------------- | --------------------------------------------------------------------------------------------- |
| 1 czerwca 1969 | San Lorenzo de Almagro – Boca Juniors 2:1 Carlos Veglio (2) - Ángel C. Rojas                  |
| 1 czerwca 1969 | Club Atlético Lanús – Independiente 1:1 Daniel Quevedo - Eduardo Maglioni                     |
| 1 czerwca 1969 | Chacarita Juniors – Atlanta Buenos Aires 1:0 Rodolfo Poncio                                   |
| 1 czerwca 1969 | CA Colón – CA Vélez Sarsfield 2:2 Carlos A. Colman, Juan Ceballo - José Solórzano, Omar Wehbe |
| 1 czerwca 1969 | Gimnasia y Esgrima La Plata – CA Banfield 2:0 Julio Comesaña, Héctor Pignani                  |

Grupa B
| Data           | Mecz |
| -------------- | --- |
| 1 czerwca 1969 | Racing Club de Avellaneda – CA Argentino de Quilmes 5:1 Alfio Basile, Walter Machado da Silva (2, 1k), Roberto Salomone, Juan C. Rulli (k) - Miguel A. Cottón |
| 1 czerwca 1969 | River Plate – CA Huracán 0:0 |
| 1 czerwca 1969 | Morón Buenos Aires – Unión Santa Fe 1:1 Luis Gigliani - Héctor Vitale (k)                                                                                     |
| 1 czerwca 1969 | Los Andes Buenos Aires – Estudiantes La Plata 1:2 Juan Luján - Camilo Aguilar, Felipe Ribaudo                                                                 |
| 1 czerwca 1969 | Argentinos Juniors – CA Platense 0:0 mecz rozegrany został na stadionie klubu CA Vélez Sarsfield                                                              |

Mecz międzygrupowy
| Data           | Mecz                                    |
| -------------- | --------------------------------------- |
| 1 czerwca 1969 | Newell’s Old Boys – Rosario Central 0:0 |

### Kolejka 18
Grupa A
| Data           | Mecz                                                                               |
| -------------- | ---------------------------------------------------------------------------------- |
| 4 czerwca 1969 | Independiente – CA Colón 4:1 Héctor Yazalde (3), Raúl E. Bernao - Carlos A. Colman |
| 5 czerwca 1969 | Boca Juniors – Chacarita Juniors 0:1 Ángel Marcos                                  |
| 5 czerwca 1969 | CA Banfield – San Lorenzo de Almagro 1:1 Miguel A. Converti (g) - Carlos Veglio    |
| 5 czerwca 1969 | Rosario Central – Gimnasia y Esgrima La Plata 1:1 Raúl Castronovo - Delio Onnis    |
| 5 czerwca 1969 | Atlanta Buenos Aires – Club Atlético Lanús 0:1 Fernando Parenti                    |

Grupa B
| Data           | Mecz |
| -------------- | --- |
| 5 czerwca 1969 | Unión Santa Fe – Racing Club de Avellaneda 0:1 Osvaldo Lamelza                                                                                |
| 5 czerwca 1969 | CA Platense – River Plate 1:1 Carlos A. Bulla - Oscar Más mecz rozegrany został na stadionie klubu CA Tigre                                   |
| 5 czerwca 1969 | CA Argentino de Quilmes – Argentinos Juniors 3:1 Andrés Bertolotti, Roberto Santiago, José M. Martínez - Alberto De Luca                      |
| 5 czerwca 1969 | CA Huracán – Los Andes Buenos Aires 3:1 Luis A. Giribet (3) - Néstor Manfredi mecz rozegrany został na stadionie klubu San Lorenzo de Almagro |
| 5 czerwca 1969 | Estudiantes La Plata – Newell’s Old Boys 1:0 Eduardo Flores                                                                                   |

Mecz międzygrupowy
| Data           | Mecz                                                   |
| -------------- | ------------------------------------------------------ |
| 5 czerwca 1969 | CA Vélez Sarsfield – Morón Buenos Aires 1:0 Omar Wehbe |

### Kolejka 19
Grupa A
| Data           | Mecz |
| -------------- | --- |
| 8 czerwca 1969 | Club Atlético Lanús – Boca Juniors 1:3 Daniel Quevedo - Orlando Medina, Aldo Villagra (2)                                     |
| 8 czerwca 1969 | Chacarita Juniors – CA Banfield 3:2 Franco Frassoldati, Carlos M. García Cambón, Rodolfo Orife - Ángel H. Bargas, Mario Pardo |
| 8 czerwca 1969 | CA Vélez Sarsfield – Independiente 0:0                                                                                        |
| 8 czerwca 1969 | San Lorenzo de Almagro – Rosario Central 0:0                                                                                  |
| 8 czerwca 1969 | CA Colón – Atlanta Buenos Aires 2:1 Juan C. Mottura (2) - Jorge Fernández                                                     |

Grupa B
| Data           | Mecz |
| -------------- | --- |
| 8 czerwca 1969 | River Plate – CA Argentino de Quilmes 1:1 Juan C. Trebucq - José M. Martínez                                                                                         |
| 8 czerwca 1969 | Racing Club de Avellaneda – Morón Buenos Aires 3:0 Osvaldo Lamelza (2), Miguel A. Adorno                                                                             |
| 8 czerwca 1969 | Argentinos Juniors – Unión Santa Fe 0:2 Héctor Vitale (2) mecz rozegrany został na stadionie klubu Atlanta Buenos Aires                                              |
| 8 czerwca 1969 | Newell’s Old Boys – CA Huracán 1:1 Roque Avallay - Edemil Araquem de Melo                                                                                            |
| 8 czerwca 1969 | Los Andes Buenos Aires – CA Platense 4:4 Jorge Ginarte, Luis A. Vera Díaz, Osvaldo Lorenzatto s, Juan Luján - Carlos A. Bulla, Néstor Subiat, Gualberto Muggione (2) |

Mecz międzygrupowy
| Data           | Mecz                                                                  |
| -------------- | --------------------------------------------------------------------- |
| 8 czerwca 1969 | Estudiantes La Plata – Gimnasia y Esgrima La Plata 1:0 Eduardo Manera |

### Kolejka 20
Grupa A
| Data            | Mecz |
| --------------- | --- |
| 13 czerwca 1969 | Atlanta Buenos Aires – CA Vélez Sarsfield 0:0 mecz rozegrany został na stadionie klubu Morón Buenos Aires |
| 15 czerwca 1969 | Boca Juniors – CA Colón 3:1 Roberto Rogel, Rubén Suñé (k), Nicolás Novello - Juan C. Mottura              |
| 15 czerwca 1969 | Rosario Central – Chacarita Juniors 2:1 Carlos Griguol, José Mesiano - Ángel Marcos                       |
| 15 czerwca 1969 | Gimnasia y Esgrima La Plata – San Lorenzo de Almagro 2:1 Héctor Pignani (2) - Rubén H. Ayala              |
| 15 czerwca 1969 | CA Banfield – Club Atlético Lanús 0:0                                                                     |

Grupa B
| Data            | Mecz |
| --------------- | --- |
| 15 czerwca 1969 | Unión Santa Fe – River Plate 0:1 Juan C. Trebucq |
| 15 czerwca 1969 | CA Huracán – Estudiantes La Plata 2:2 José N. Meija, Miguel A. Brindisi - Marcos Conigliaro, Eduardo Flores mecz rozegrany został na stadionie klubu San Lorenzo de Almagro |
| 15 czerwca 1969 | CA Argentino de Quilmes – Los Andes Buenos Aires 3:1 Miguel A. Cottón, Andrés Bertolotti (k), Oscar López - Luis A. Vera Díaz                                               |
| 15 czerwca 1969 | Morón Buenos Aires – Argentinos Juniors 2:1 Gilberto Machado, Luis Gigliani - José Plá                                                                                      |
| 15 czerwca 1969 | CA Platense – Newell’s Old Boys 1:1 Rubén Valdez - Roque Avallay mecz rozegrany został na stadionie klubu CA Tigre                                                          |

Mecz międzygrupowy
| Data            | Mecz                                                                                                 |
| --------------- | --- |
| 15 czerwca 1969 | Independiente – Racing Club de Avellaneda 2:1 Roberto A. Tarabini, Enrique Wolff s - Roberto Perfumo |

### Kolejka 21
Grupa A
| Data            | Mecz |
| --------------- | --- |
| 20 czerwca 1969 | Independiente – Atlanta Buenos Aires 3:2 Eduardo Maglioni (2), Ramón T. Adorno - Osvaldo Mura, Jorge Fernández mecz rozegrany został na stadionie klubu Racing Club de Avellaneda |
| 22 czerwca 1969 | CA Vélez Sarsfield – Boca Juniors 0:0 |
| 22 czerwca 1969 | Chacarita Juniors – Gimnasia y Esgrima La Plata 2:1 Rubens Nemiña s, Juan C. Puntorero - Héctor Pignani                                                                           |
| 22 czerwca 1969 | Club Atlético Lanús – Rosario Central 3:0 Ramón Cabrero, Bernardo Acosta (2, 1k)                                                                                                  |
| 22 czerwca 1969 | CA Colón – CA Banfield 3:2 Juan C. Mottura, Carlos A. Colman, Agustín Balbuena - Oscar Cáceres, Luis Maidana                                                                      |

Grupa B
| Data            | Mecz |
| --------------- | --- |
| 22 czerwca 1969 | River Plate – Morón Buenos Aires 3:0 Daniel Onega, Raúl Noguera, Oscar Más                                                                       |
| 22 czerwca 1969 | Argentinos Juniors – Racing Club de Avellaneda 0:2 Walter Machado da Silva (2, 1k) mecz rozegrany został na stadionie klubu Atlanta Buenos Aires |
| 22 czerwca 1969 | Newell’s Old Boys – CA Argentino de Quilmes 1:0 Juan C. Montes                                                                                   |
| 22 czerwca 1969 | Los Andes Buenos Aires – Unión Santa Fe 2:2 Luis Medina, Néstor Manfredi - Mario N. Zanabria, Héctor Vitale                                      |
| 22 czerwca 1969 | Estudiantes La Plata – CA Platense 0:1 Ramiro Pérez                                                                                              |

Mecz międzygrupowy
| Data            | Mecz |
| --------------- | --- |
| 22 czerwca 1969 | CA Huracán – San Lorenzo de Almagro 3:1 Miguel A. Brindisi, Hugo Tedesco, Luis A. Giribet - Miguel A. Tojo mecz rozegrany został na stadionie klubu Boca Juniors |

### Kolejka 22
Grupa A
| Data            | Mecz                                                                                                 |
| --------------- | --- |
| 29 czerwca 1969 | Boca Juniors – Independiente 4:1 Nicolás Novello (2), Rubén Suñé (k), Ignacio Peña - Ramón T. Adorno |
| 29 czerwca 1969 | San Lorenzo de Almagro – Chacarita Juniors 2:0 Victorio Cocco, Abel J. Pérez                         |
| 29 czerwca 1969 | Gimnasia y Esgrima La Plata – Club Atlético Lanús 2:0 Héctor Pignani, Ricardo Rezza (k)              |
| 29 czerwca 1969 | CA Banfield – CA Vélez Sarsfield 1:1 Luis Maidana - Omar Wehbe                                       |
| 29 czerwca 1969 | Rosario Central – CA Colón 3:1 José Mesiano, Omar Pellegrini, Hugo Mateos - Juan Ceballo             |

Grupa B
| Data            | Mecz |
| --------------- | --- |
| 27 czerwca 1969 | CA Platense – CA Huracán 1:0 Carlos A. Bulla (k) mecz rozegrany został na stadionie klubu San Lorenzo de Almagro |
| 29 czerwca 1969 | Racing Club de Avellaneda – River Plate 3:1 Roberto Perfumo, Roberto Aguirre, Marcos Cominelli - Oscar Más       |
| 29 czerwca 1969 | Unión Santa Fe – Newell’s Old Boys 1:2 Horacio Morales - Juan C. Montes, Mario Zanotti                           |
| 29 czerwca 1969 | Morón Buenos Aires – Los Andes Buenos Aires 1:1 Luis Gigliani (k) - Néstor Manfredi                              |
| 29 czerwca 1969 | CA Argentino de Quilmes – Estudiantes La Plata 2:0 Andrés Bertolotti (k), Roberto Santiago                       |

Mecz międzygrupowy
| Data            | Mecz                                                                               |
| --------------- | ---------------------------------------------------------------------------------- |
| 29 czerwca 1969 | Atlanta Buenos Aires – Argentinos Juniors 0:2 Enrique S. Chazarreta, Olindo Guzmán |

### Tabele
| Poz | Klub                        | Mecze | Zw | Rem | Por | Pkt | BrZd | BrStr |
| --- | --------------------------- | ----- | -- | --- | --- | --- | ---- | ----- |
| 1   | Boca Juniors                | 22    | 12 | 6   | 4   | 30  | 34   | 11    |
| 2   | Chacarita Juniors           | 22    | 13 | 4   | 5   | 30  | 33   | 26    |
| 3   | CA Vélez Sarsfield          | 22    | 9  | 8   | 5   | 26  | 36   | 24    |
| 4   | Independiente               | 22    | 10 | 5   | 7   | 25  | 28   | 25    |
| 5   | San Lorenzo de Almagro      | 22    | 10 | 3   | 9   | 23  | 37   | 27    |
| 6   | Club Atlético Lanús         | 22    | 8  | 7   | 7   | 23  | 37   | 34    |
| 7   | Gimnasia y Esgrima La Plata | 22    | 10 | 3   | 9   | 23  | 28   | 27    |
| 8   | Rosario Central             | 22    | 6  | 9   | 7   | 21  | 18   | 24    |
| 9   | CA Banfield                 | 22    | 6  | 8   | 8   | 20  | 24   | 36    |
| 10  | CA Colón                    | 22    | 4  | 6   | 12  | 14  | 22   | 43    |
| 11  | Atlanta Buenos Aires        | 22    | 2  | 5   | 15  | 9   | 18   | 37    |
| *   | półfinał                    |       |    |     |     |     |      |       |
| *   | Nacional                    |       |    |     |     |     |      |       |
| *   | Petit                       |       |    |     |     |     |      |       |
| *   | Reclasificatorio            |       |    |     |     |     |      |       |

| Poz | Klub                      | Mecze | Zw | Rem | Por | Pkt | BrZd | BrStr |
| --- | ------------------------- | ----- | -- | --- | --- | --- | ---- | ----- |
| 1   | Racing Club de Avellaneda | 22    | 14 | 7   | 1   | 35  | 45   | 16    |
| 2   | River Plate               | 22    | 12 | 7   | 3   | 31  | 35   | 21    |
| 3   | Estudiantes La Plata      | 22    | 11 | 5   | 6   | 27  | 33   | 24    |
| 4   | CA Huracán                | 22    | 8  | 8   | 6   | 24  | 38   | 29    |
| 5   | CA Platense               | 22    | 8  | 7   | 7   | 23  | 33   | 32    |
| 6   | CA Argentino de Quilmes   | 22    | 8  | 6   | 8   | 22  | 28   | 34    |
| 7   | Newell’s Old Boys         | 22    | 5  | 11  | 6   | 21  | 24   | 28    |
| 8   | Unión Santa Fe            | 22    | 7  | 5   | 10  | 19  | 22   | 26    |
| 9   | Argentinos Juniors        | 22    | 2  | 9   | 11  | 13  | 17   | 29    |
| 10  | Morón Buenos Aires        | 22    | 5  | 3   | 14  | 13  | 16   | 38    |
| 11  | Los Andes Buenos Aires    | 22    | 1  | 10  | 11  | 12  | 24   | 39    |
| *   | półfinał                  |       |    |     |     |     |      |       |
| *   | Nacional                  |       |    |     |     |     |      |       |
| *   | Petit                     |       |    |     |     |     |      |       |
| *   | Reclasificatorio          |       |    |     |     |     |      |       |

### 1/2 finału
| Data         | Mecz |
| ------------ | --- |
| 2 lipca 1969 | Chacarita Juniors – Racing Club de Avellaneda 1:0 Leonardo Recúpero mecz rozegrany został na stadionie klubu Boca Juniors                                                           |
| 3 lipca 1969 | Boca Juniors – River Plate 0:0(dog) mecz rozegrany został na stadionie klubu Racing dzięki większej liczbie punktów zdobytych w fazie grupowej do finału awansował klub River Plate |

### Finał
| Data         | Mecz |
| ------------ | --- |
| 6 lipca 1969 | Chacarita Juniors – River Plate 4:1 (2:1) mecz rozegrany został na stadionie klubu Racing Widzowie: 64 441 Sędzia: Roberto Barreiro. Bramki: 1:0 Horacio Neumann 12, 1:1 Juan Carlos Trebucq 18, 2:1 Horacio Neumann 37, 3:1 Alberto Marcos 47, 4:1 Franco Frassoldati 56 Chacarita Juniors: Eliseo Jorge Petrocelli – Abel Jorge Pérez, Franco Frassoldati, Jorge Alberto Gómez, Raúl Alberto Poncio, Ángel Hugo Bargas, Ángel Alberto Marcos, Leonardo Luis Recúpero, Rodolfo Orife, Juan Carlos Puntorero, Horacio Neumann. Club Atlético River Plate: Hugo Raúl Carballo; Miguel Ángel López, Abel Omar Vieytez, Roberto Oscar Ferreiro, Jorge Recio, Juan Carlos Guzmán, Juan Carlos Trebucq, Eduardo Francisco Dreyer, Daniel Germán Onega, Roberto Gutiérrez, Oscar Más. |

Mistrzem Argentyny Metropolitano w roku 1969 został klub Chacarita Juniors.

### Klasyfikacja strzelców bramek Metropolitano 1969
| Gole | Piłkarz          | Klub                      |
| ---- | ---------------- | ------------------------- |
| 14   | Machado da Silva | Racing Club de Avellaneda |
| 13   | Bernardo Acosta  | Club Atlético Lanús       |
| 12   | Eduardo Flores   | Estudiantes La Plata      |
| 12   | Omar Wehbe       | CA Vélez Sarsfield        |
| 10   | Roque Avallay    | Newell’s Old Boys         |

### Petit Torneo
Półfinał
| Data         | Mecz                                                                                             |
| ------------ | ------------------------------------------------------------------------------------------------ |
| 1 lipca 1969 | Gimnasia y Esgrima La Plata – Unión Santa Fe 0:3 mecz rozegrany został na stadionie klubu Racing |
| 2 lipca 1969 | Newell’s Old Boys – Rosario Central 1:0                                                          |

Finał
| Data         | Mecz |
| ------------ | --- |
| 5 lipca 1969 | Unión Santa Fe – Newell’s Old Boys 4:3(dog) mecz rozegrany został na stadionie klubu San Lorenzo de Almagro |

Zwycięzca turnieju Petit klub Unión Santa Fe zakwalifikował się do mistrzostw Argentyny Nacional. Pozostałe trzy kluby musiały wziąć udział w turnieju Reclasificatorio, mającym wyłonić drużyny, które spadną do drugiej ligi.

### Reclasificatorio 1
| Data             | Mecz                                                                                            |
| ---------------- | ----------------------------------------------------------------------------------------------- |
| 10 sierpnia 1969 | Argentinos Juniors – Atlanta Buenos Aires 2:1 mecz rozegrany został na stadionie klubu Platense |
| 10 sierpnia 1969 | CA Banfield – Gimnasia y Esgrima La Plata 1:0                                                   |
| 10 sierpnia 1969 | CA Colón – Los Andes Buenos Aires 0:1                                                           |
| 10 sierpnia 1969 | Newell’s Old Boys – Morón Buenos Aires 0:1                                                      |

### Reclasificatorio 2
| Data             | Mecz                                              |
| ---------------- | ------------------------------------------------- |
| 15 sierpnia 1969 | Morón Buenos Aires – CA Colón 3:1                 |
| 17 sierpnia 1969 | Atlanta Buenos Aires – CA Banfield 1:0            |
| 17 sierpnia 1969 | Gimnasia y Esgrima La Plata – Rosario Central 1:0 |
| 17 sierpnia 1969 | Los Andes Buenos Aires – Argentinos Juniors 1:0   |

### Reclasificatorio 3
| Data             | Mecz                                                                                         |
| ---------------- | -------------------------------------------------------------------------------------------- |
| 22 sierpnia 1969 | CA Banfield – Los Andes Buenos Aires 2:0                                                     |
| 23 sierpnia 1969 | Argentinos Juniors – Morón Buenos Aires 2:0 mecz rozegrany został na stadionie klubu Atlanta |
| 23 sierpnia 1969 | CA Colón – Newell’s Old Boys 1:0                                                             |
| 23 sierpnia 1969 | Rosario Central – Atlanta Buenos Aires 0:0                                                   |

### Reclasificatorio 4
| Data             | Mecz                                                                                           |
| ---------------- | ---------------------------------------------------------------------------------------------- |
| 29 sierpnia 1969 | Los Andes Buenos Aires – Rosario Central 0:0 mecz rozegrany został na stadionie klubu Banfield |
| 30 sierpnia 1969 | Atlanta Buenos Aires – Gimnasia y Esgrima La Plata 2:2                                         |
| 30 sierpnia 1969 | Morón Buenos Aires – CA Banfield 0:1                                                           |
| 30 sierpnia 1969 | Newell’s Old Boys – Argentinos Juniors 3:0                                                     |

### Reclasificatorio 5
| Data            | Mecz                                                                               |
| --------------- | ---------------------------------------------------------------------------------- |
| 7 września 1969 | Argentinos Juniors – CA Colón 4:1 mecz rozegrany został na stadionie klubu Atlanta |
| 7 września 1969 | CA Banfield – Newell’s Old Boys 0:1                                                |
| 7 września 1969 | Gimnasia y Esgrima La Plata – Los Andes Buenos Aires 2:2                           |
| 7 września 1969 | Rosario Central – Morón Buenos Aires 2:1                                           |

### Reclasificatorio 6
| Data             | Mecz                                                             |
| ---------------- | ---------------------------------------------------------------- |
| 14 września 1969 | CA Colón – CA Banfield 2:0 Héctor Borgogno, Carlos A. Colman (k) |
| 14 września 1969 | Morón Buenos Aires – Gimnasia y Esgrima La Plata 1:1             |
| 14 września 1969 | Los Andes Buenos Aires – Atlanta Buenos Aires 3:1                |
| 14 września 1969 | Newell’s Old Boys – Rosario Central 2:2                          |

### Reclasificatorio 7
| Data             | Mecz                                                |
| ---------------- | --------------------------------------------------- |
| 20 września 1969 | Gimnasia y Esgrima La Plata – Newell’s Old Boys 4:2 |
| 21 września 1969 | Atlanta Buenos Aires – Morón Buenos Aires 3:0       |
| 21 września 1969 | CA Banfield – Argentinos Juniors 1:0                |
| 21 września 1969 | Rosario Central – CA Colón 3:1                      |

### Reclasificatorio 8
| Data             | Mecz                                                                                      |
| ---------------- | ----------------------------------------------------------------------------------------- |
| 28 września 1969 | Argentinos Juniors – Rosario Central 1:1 mecz rozegrany został na stadionie klubu Atlanta |
| 28 września 1969 | CA Colón – Gimnasia y Esgrima La Plata 2:2                                                |
| 28 września 1969 | Morón Buenos Aires – Los Andes Buenos Aires 0:1                                           |
| 28 września 1969 | Newell’s Old Boys – Atlanta Buenos Aires 2:0                                              |

### Reclasificatorio 9
| Data                | Mecz                                                                                     |
| ------------------- | ---------------------------------------------------------------------------------------- |
| 5 października 1969 | Atlanta Buenos Aires – CA Colón 3:0 Raúl Savino, Rodolfo Vicente, Miguel A. Pecoraro (k) |
| 5 października 1969 | Gimnasia y Esgrima La Plata – Argentinos Juniors 4:0                                     |
| 5 października 1969 | Los Andes Buenos Aires – Newell’s Old Boys 3:1                                           |
| 5 października 1969 | Rosario Central – CA Banfield 4:0                                                        |

### Reclasificatorio 10
| Data                 | Mecz |
| -------------------- | --- |
| 12 października 1969 | Atlanta Buenos Aires – Argentinos Juniors 2:1 Miguel A. Pecoraro (k), Ernesto Mastrángelo - Hugo E. González                     |
| 12 października 1969 | Morón Buenos Aires – Newell’s Old Boys 3:0 Roberto O. López, Francisco Valentini, Alberto Juan                                   |
| 12 października 1969 | Gimnasia y Esgrima La Plata – CA Banfield 3:1 Delio Onnis (2), Héctor Pignani - Carlos Landetcheverry                            |
| 12 października 1969 | Los Andes Buenos Aires – CA Colón 4:3Luis A. Vera Díaz (2), Juan Luján (2) - Juan C. Lo Bello, Carlos A. Colman, Julio A. Correa |

### Reclasificatorio 11
| Data                 | Mecz                                                                                                   |
| -------------------- | --- |
| 19 października 1969 | Argentinos Juniors – Los Andes Buenos Aires 0:0                                                        |
| 19 października 1969 | CA Banfield – Atlanta Buenos Aires 0:2 Norberto Raffo, Jorge Fernández                                 |
| 19 października 1969 | CA Colón – Morón Buenos Aires 4:0 Julio A. Correa, Agustín Balbuena, Carlos A. Colman, Héctor Borgogno |
| 19 października 1969 | Rosario Central – Gimnasia y Esgrima La Plata 0:2 Alfredo Loyácono, Walter Durso                       |

### Reclasificatorio 12
| Data                 | Mecz                                                                                       |
| -------------------- | ------------------------------------------------------------------------------------------ |
| 26 października 1969 | Atlanta Buenos Aires – Rosario Central 1:0                                                 |
| 26 października 1969 | Morón Buenos Aires – Argentinos Juniors 3:1                                                |
| 26 października 1969 | Los Andes Buenos Aires – CA Banfield 1:0 mecz rozegrany został na stadionie klubu Banfield |
| 26 października 1969 | Newell’s Old Boys – CA Colón 2:1 Abayuvá Ibáñez, Heraldo Bezerra - Carlos A. Colman        |

### Reclasificatorio 13
| Data             | Mecz                                                   |
| ---------------- | ------------------------------------------------------ |
| 1 listopada 1969 | Gimnasia y Esgrima La Plata – Atlanta Buenos Aires 0:4 |
| 1 listopada 1969 | Rosario Central – Los Andes Buenos Aires 0:0           |
| 2 listopada 1969 | Argentinos Juniors – Newell’s Old Boys 1:0             |
| 2 listopada 1969 | CA Banfield – Morón Buenos Aires 2:1                   |

### Reclasificatorio 14
| Data             | Mecz                                                                                |
| ---------------- | ----------------------------------------------------------------------------------- |
| 9 listopada 1969 | CA Colón – Argentinos Juniors 3:0 Juan C. Mottura, Julio C. Giombi, Julio A. Correa |
| 9 listopada 1969 | Morón Buenos Aires – Rosario Central 2:0 Jorge Pietrone (2)                         |
| 9 listopada 1969 | Los Andes Buenos Aires – Gimnasia y Esgrima La Plata 1:1 Luis Medina - Carlos Diz   |
| 9 listopada 1969 | Newell’s Old Boys – CA Banfield 2:0 Abayuvá Ibáñez, Juan C. Montes                  |

### Reclasificatorio 15
| Data              | Mecz                                                 |
| ----------------- | ---------------------------------------------------- |
| 16 listopada 1969 | Atlanta Buenos Aires – Los Andes Buenos Aires 0:3    |
| 16 listopada 1969 | CA Banfield – CA Colón 1:1                           |
| 16 listopada 1969 | Gimnasia y Esgrima La Plata – Morón Buenos Aires 4:3 |
| 16 listopada 1969 | Rosario Central – Newell’s Old Boys 0:0              |

### Reclasificatorio 16
| Data              | Mecz |
| ----------------- | --- |
| 23 listopada 1969 | Argentinos Juniors – CA Banfield 4:1 Omar Larrosa, Olindo Guzmán (2), Héctor Toublanc - Osvaldo Meites (k) |
| 23 listopada 1969 | CA Colón – Rosario Central 1:0 Carlos A. Machao                                                            |
| 23 listopada 1969 | Morón Buenos Aires – Atlanta Buenos Aires 1:2 Oscar T. López - Enrique Montes, Carlos de la Iglesia        |
| 23 listopada 1969 | Newell’s Old Boys – Gimnasia y Esgrima La Plata 0:1 Delio Onnis                                            |

### Reclasificatorio 17
| Data              | Mecz                                                                                 |
| ----------------- | ------------------------------------------------------------------------------------ |
| 30 listopada 1969 | Atlanta Buenos Aires – Newell’s Old Boys 1:1 Jorge Domínguez - Juan C. Montes        |
| 30 listopada 1969 | Gimnasia y Esgrima La Plata – CA Colón 1:0 Delio Onnis                               |
| 30 listopada 1969 | Los Andes Buenos Aires – Morón Buenos Aires 0:3 Carlos A. Pagano (2), Oscar T. López |
| 30 listopada 1969 | Rosario Central – Argentinos Juniors 1:0 Ramón Bóveda                                |

### Reclasificatorio 18
| Data           | Mecz                                                                                                  |
| -------------- | --- |
| 7 grudnia 1969 | Argentinos Juniors – Gimnasia y Esgrima La Plata 3:1 Omar Larrosa (2), Olindo Guzmán (k) - Carlos Diz |
| 7 grudnia 1969 | CA Banfield – Rosario Central 1:0 Oscar Cáceres                                                       |
| 7 grudnia 1969 | CA Colón – Atlanta Buenos Aires 4:1 Agustín Balbuena (2), Carlos A. Colman (2, 1k) - Norberto Raffo   |
| 7 grudnia 1969 | Newell’s Old Boys – Los Andes Buenos Aires 1:1 Oscar M. Álvarez - Néstor Manfredi                     |

### Tabela końcowa Reclasificatorio
| Poz | Klub                        | Mecze | Zw | Rem | Por | Pkt | BrZd | BrStr |
| --- | --------------------------- | ----- | -- | --- | --- | --- | ---- | ----- |
| 1   | Los Andes Buenos Aires      | 16    | 8  | 6   | 2   | 22  | 21   | 14    |
| 2   | Gimnasia y Esgrima La Plata | 16    | 8  | 5   | 3   | 21  | 29   | 22    |
| 3   | Atlanta Buenos Aires        | 16    | 8  | 3   | 5   | 19  | 24   | 19    |
| 4   | CA Colón                    | 16    | 6  | 2   | 8   | 14  | 25   | 25    |
| 5   | Argentinos Juniors          | 16    | 6  | 2   | 8   | 14  | 19   | 23    |
| 6   | Newell’s Old Boys           | 16    | 5  | 4   | 7   | 14  | 17   | 19    |
| 7   | Rosario Central             | 16    | 4  | 6   | 6   | 14  | 13   | 13    |
| 8   | Morón Buenos Aires          | 16    | 6  | 1   | 9   | 13  | 22   | 24    |
| 9   | CA Banfield                 | 16    | 6  | 1   | 9   | 13  | 11   | 22    |

### Turniej barażowy
| Data            | Mecz |
| --------------- | --- |
| 13 grudnia 1969 | Morón Buenos Aires – Ferro Carril Oeste 1:1 mecz rozegrany został na stadionie klubu Vélez Sarsfield            |
| 13 grudnia 1969 | San Telmo Buenos Aires – CA Banfield 1:0 mecz rozegrany został na stadionie klubu Racing                        |
| 18 grudnia 1969 | CA Banfield – Morón Buenos Aires 3:1 mecz rozegrany został na stadionie klubu Atlanta                           |
| 18 grudnia 1969 | Ferro Carril Oeste – San Telmo Buenos Aires 3:2 mecz rozegrany został na stadionie klubu San Lorenzo de Almagro |
| 22 grudnia 1969 | CA Banfield – Ferro Carril Oeste 2:0 mecz rozegrany został na stadionie klubu Racing                            |
| 22 grudnia 1969 | Morón Buenos Aires – San Telmo Buenos Aires 2:1 mecz rozegrany został na stadionie klubu Atlanta                |

| Poz | Klub                   | Mecze | Zw | Rem | Por | Pkt | BrZd | BrStr |
| --- | ---------------------- | ----- | -- | --- | --- | --- | ---- | ----- |
| 1   | CA Banfield            | 3     | 2  | 0   | 1   | 4   | 5    | 2     |
| 2   | Morón Buenos Aires     | 3     | 1  | 1   | 1   | 3   | 4    | 5     |
| 3   | Ferro Carril Oeste     | 3     | 1  | 1   | 1   | 3   | 4    | 5     |
| 4   | San Telmo Buenos Aires | 3     | 1  | 0   | 2   | 2   | 4    | 5     |

Klub CA Banfield utrzymał się w pierwszej lidze, natomiast Morón Buenos Aires spadł do drugiej ligi. Ferro Carril Oeste i San Telmo Buenos Aires pozostały w drugiej lidze.

## Campeonato Nacional 1969
W Campeonato Nacional wzięło udział 18 klubów – 13 klubów biorących udział w mistrzostwach Metropolitano oraz 5 klubów z prowincji. Prowincjonalna piątka została wyłoniona podczas rozgrywek klasyfikacyjnych klubów które wygrały swoje ligi prowincjonalne w roku 1968. W sezonie 1969 w mistrzostwach Nacional z regionu stołecznego Metropolitano wzięło udział dwanaście najlepszych klubów w tabeli końcowej Campeonato Metropolitano oraz zwycięzca turnieju Petit: Boca Juniors, River Plate, San Lorenzo de Almagro, Independiente, CA Argentino de Quilmes, CA Vélez Sarsfield, Chacarita Juniors, Racing Club de Avellaneda, CA Huracán, Estudiantes La Plata, Club Atlético Lanús, CA Platense, Unión Santa Fe
Do pierwszej ligi mistrzostw Nacional w sezonie 1969 zakwalifikowały się następujące kluby z prowincji: Desamparados San Juan, San Lorenzo Mar del Plata, San Martín Mendoza, San Martín Tucumán, Talleres Córdoba
W mistrzostwach Nacional 18 uczestników rozegrało mecze systemem każdy z każdym, ale bez rewanżów. Klub, który zajął pierwsze miejsce w tabeli zdobył tytuł mistrza Argentyny Nacional. Drugi w tabeli został wicemistrzem Argentyny Nacional. O kolejności w tabeli decydowała liczba punktów – jednakowa liczba punktów wymagała meczu barażowego.

### Kolejka 1
| Data            | Mecz |
| --------------- | --- |
| 5 września 1969 | Chacarita Juniors – San Martín Tucumán 1:1 Rodolfo Orife - Miguel A. Pérez (k)                                                                           |
| 7 września 1969 | Boca Juniors – San Lorenzo de Almagro 3:2 Miguel Nicolau, Ramón Ponce, Nicolás Novello - Carlos Veglio, Rafael Albrecht                                  |
| 7 września 1969 | Independiente – River Plate 1:0 Ricardo E. Pavoni mecz rozegrany został na stadionie klubu Racing Club de Avellaneda                                     |
| 7 września 1969 | CA Vélez Sarsfield – Racing Club de Avellaneda 0:0 |
| 7 września 1969 | CA Huracán – Estudiantes La Plata 2:0 Luis A. Giribet (2, 1k) mecz rozegrany został na stadionie klubu CA Platense                                       |
| 7 września 1969 | CA Argentino de Quilmes – San Lorenzo Mar del Plata 6:3 Félix Leeb (2), Andrés Bertolotti (2), Miguel A. Benito (2) - Walter Hebia, Norberto Eresuma (2) |
| 7 września 1969 | Unión Santa Fe – CA Platense 1:0 Luis Casal (k) |
| 7 września 1969 | Club Atlético Lanús – Talleres Córdoba 2:0 Miguel A. Lencina, Emilio Albasetti mecz rozegrany został na stadionie klubu Los Andes Buenos Aires           |
| 7 września 1969 | San Martín Mendoza – Desamparados San Juan 0:0 |

### Kolejka 2
| Data             | Mecz |
| ---------------- | --- |
| 12 września 1969 | CA Platense – CA Huracán 2:2 Jorge N. Miranda, Carlos A. Bulla (k) - Miguel A. Brindisi (2) mecz rozegrany został na stadionie klubu Racing Club de Avellaneda |
| 14 września 1969 | Estudiantes La Plata – Boca Juniors 0:2 Norberto Madurga, Nicolás Novello                                                                                      |
| 14 września 1969 | San Lorenzo de Almagro – River Plate 1:1 Pedro A. González - Oscar Más                                                                                         |
| 14 września 1969 | Racing Club de Avellaneda – Chacarita Juniors 3:0 Walter Machado da Silva (2), Marcos Cominelli                                                                |
| 14 września 1969 | CA Vélez Sarsfield – Independiente 1:0 Ricardo E. Pavoni s |
| 14 września 1969 | San Lorenzo Mar del Plata – Club Atlético Lanús 2:0 Néstor Lauge, Walter Hebia                                                                                 |
| 14 września 1969 | San Martín Tucumán – CA Argentino de Quilmes 0:1 Miguel A. Benito                                                                                              |
| 14 września 1969 | Desamparados San Juan – Unión Santa Fe 2:1 Vicente Vega, Teodoro Fernández - Néstor Scotta                                                                     |
| 14 września 1969 | Talleres Córdoba – San Martín Mendoza 1:1 Miguel A. Frullingui - Aldo Soto                                                                                     |

### Kolejka 3
| Data             | Mecz |
| ---------------- | --- |
| 19 września 1969 | Chacarita Juniors – CA Vélez Sarsfield 1:1 Horacio Neumann - Omar Wehbe                                                               |
| 21 września 1969 | Boca Juniors – CA Platense 3:1 Norberto Madurga, Ramón Ponce, Aldo Villagra - Carlos A. Bulla (k)                                     |
| 21 września 1969 | CA Argentino de Quilmes – Racing Club de Avellaneda 2:0 José M. Martínez, Andrés Bertolotti                                           |
| 21 września 1969 | Independiente – San Lorenzo de Almagro 2:0 Roberto A. Tarabini (2) mecz rozegrany został na stadionie klubu Racing Club de Avellaneda |
| 21 września 1969 | CA Huracán – Desamparados San Juan 0:0 mecz rozegrany został na stadionie klubu Ferro Carril Oeste                                    |
| 21 września 1969 | Club Atlético Lanús – San Martín Tucumán 1:0 Juan J. De Mario                                                                         |
| 21 września 1969 | River Plate – Estudiantes La Plata 1:0 Oscar Más                                                                                      |
| 21 września 1969 | San Martín Mendoza – San Lorenzo Mar del Plata 3:2 Miguel E. Ortega (k), Aldo Soto (2) - Norberto Eresuma (2)                         |
| 21 września 1969 | Unión Santa Fe – Talleres Córdoba 3:1 Juan C. Lapalma, Luis Pulcini, Luis Casal (k) - Miguel A. Frullingui                            |

### Kolejka 4
| Data             | Mecz |
| ---------------- | --- |
| 25 września 1969 | Racing Club de Avellaneda – Club Atlético Lanús 2:0 Nelson Chabay, Roberto Salomone                                                   |
| 27 września 1969 | Estudiantes La Plata – San Lorenzo de Almagro 2:3 Juan Echecopar, Eduardo Flores - Rubén H. Ayala, Alberto Rendo, Rodolfo Fischer (k) |
| 28 września 1969 | Sp. Desamparados – Boca Juniors 1:1 Juan J. Pérez - Ángel C. Rojas                                                                    |
| 28 września 1969 | CA Vélez Sarsfield – CA Argentino de Quilmes 2:3 Daniel Willington, Juan C. Carone - Andrés Bertolotti (k), Miguel A. Benito (2)      |
| 28 września 1969 | CA Platense – River Plate 0:0 |
| 28 września 1969 | Chacarita Juniors – Independiente 1:1 Ángel Marcos - Eduardo Maglioni                                                                 |
| 28 września 1969 | San Lorenzo Mar del Plata – Unión Santa Fe 2:1 Walter Había, Norberto Eresuma - Mario Mendoza                                         |
| 28 września 1969 | San Martín Tucumán – San Martín Mendoza 1:3 Miguel A. Pérez - Aldo Soto, Miguel Achával, Juan C. Grudzien                             |
| 30 września 1969 | Talleres Córdoba – CA Huracán 0:1 Luis A. Giribet                                                                                     |

### Kolejka 5
| Data                 | Mecz |
| -------------------- | --- |
| 3 października 1969  | Boca Juniors – Talleres Córdoba 6:0 Aldo Villagra, Roberto Rogel, Ángel C. Rojas (3), Norberto Madurga                                            |
| 5 października 1969  | CA Argentino de Quilmes – Chacarita Juniors 4:1 Andrés Bertolotti (2, 2k), Ángel H. Bargas s, Miguel A. Benito - Ángel Marcos                     |
| 5 października 1969  | River Plate – Desamparados San Juan 7:0 Víctor Marchetti, Oscar Más (4), Daniel Onega, Abel Vieytez                                               |
| 5 października 1969  | San Martín Mendoza – Racing Club de Avellaneda 1:1 Roberto Perfumo s - Walter Machado da Silva                                                    |
| 5 października 1969  | San Lorenzo de Almagro – CA Platense 2:0 Rodolfo Fischer, Rubén H. Ayala                                                                          |
| 5 października 1969  | Club Atlético Lanús – CA Vélez Sarsfield 1:2 Ángel Silva (k) - Omar Wehbe (k), Daniel Willington                                                  |
| 5 października 1969  | Unión Santa Fe – San Martín Tucumán 1:1 Néstor Scotta - Miguel A. Pérez                                                                           |
| 5 października 1969  | CA Huracán – San Lorenzo Mar del Plata 5:0 Miguel A. Brindisi, Carlos Babington, Alfredo Obberti (2), Luis Raimondi s                             |
| 29 października 1969 | Independiente – Estudiantes La Plata 4:0 José O. Pastoriza, Héctor Yazalde (3) mecz rozegrany został na stadionie klubu Racing Club de Avellaneda |

### Kolejka 6
| Data                 | Mecz |
| -------------------- | --- |
| 12 października 1969 | CA Argentino de Quilmes – Independiente 0:2 Eduardo Maglioni (2)                                                   |
| 12 października 1969 | San Lorenzo Mar del Plata – Boca Juniors 0:1 Orlando Medina                                                        |
| 12 października 1969 | Talleres Córdoba – River Plate 2:2 Antonio del Río, Eladio Rodríguez - Oscar Más, Daniel Onega                     |
| 12 października 1969 | Racing Club de Avellaneda – Unión Santa Fe 2:1 Roberto Salomone, Walter Machado da Silva (k) - Rafael Zuviría      |
| 12 października 1969 | CA Platense – Estudiantes La Plata 3:4 Carlos A. Bulla (3, 2k) - Humberto Zuccarelli, Juan A. Taverna (3)          |
| 12 października 1969 | CA Vélez Sarsfield – San Martín Mendoza 1:1 Fabián R. González s - Miguel E. Ortega (k)                            |
| 12 października 1969 | Desamparados San Juan – San Lorenzo de Almagro 2:3 Ángel Vega, Juan J. Pérez - Rodolfo Fischer, Victorio Cocco (2) |
| 12 października 1969 | Chacarita Juniors – Club Atlético Lanús 2:0 Ángel Marcos, Horacio Neumann                                          |
| 12 października 1969 | San Martín Tucumán – CA Huracán 0:2 Alfredo Obberti, Luis A. Giribet (k)                                           |

### Kolejka 7
| Data                 | Mecz |
| -------------------- | --- |
| 15 października 1969 | Boca Juniors – San Martín Tucumán 4:1 Héctor H. Corvalán s, Norberto Madurga (2), Ángel C. Rojas - Guillermo Luna                          |
| 15 października 1969 | Club Atlético Lanús – CA Argentino de Quilmes 4:0 Daniel Quevedo, Miguel A. Lencina (2), Ángel Silva                                       |
| 15 października 1969 | San Lorenzo de Almagro – Talleres Córdoba 5:2 Rodolfo Fischer (3), Rubén H. Ayala, Pedro A. González - Francisco Armenante, Roberto Cortez |
| 15 października 1969 | River Plate – San Lorenzo Mar del Plata 4:1 Daniel Onega (2), Reinaldo Merlo, Carlos M. Rodríguez - Norberto Eresuma                       |
| 15 października 1969 | Unión Santa Fe – CA Vélez Sarsfield 0:0 |
| 15 października 1969 | San Martín Mendoza – Chacarita Juniors 0:3 Horacio Neumann, Rodolfo Orife, Ángel Marcos                                                    |
| 15 października 1969 | Independiente – CA Platense 1:1 José O. Pastoriza - Carlos A. Bulla mecz rozegrany został na stadionie klubu Racing Club de Avellaneda     |
| 15 października 1969 | Estudiantes La Plata – Desamparados San Juan 4:0 Juan A. Taverna (3), Carlos Zibecchi                                                      |
| 16 października 1969 | CA Huracán – Racing Club de Avellaneda 1:0 Luis A. Giribet mecz rozegrany został na stadionie klubu San Lorenzo de Almagro                 |

### Kolejka 8
| Data                 | Mecz |
| -------------------- | --- |
| 19 października 1969 | Racing Club de Avellaneda – Boca Juniors 1:2 Juan C. Cárdenas - Ramón Ponce, Jorge Paolino s                                                            |
| 19 października 1969 | CA Argentino de Quilmes – San Martín Mendoza 7:1 Carlos A. Della Savia, Félix Leeb, Oscar López (2), Miguel A. Benito, Roberto Santiago (2) - Aldo Soto |
| 19 października 1969 | Club Atlético Lanús – Independiente 1:3 Ángel Silva - Eduardo Maglioni, Héctor Yazalde, José O. Pastoriza                                               |
| 19 października 1969 | San Lorenzo Mar del Plata – San Lorenzo de Almagro 0:2 Horacio Salinas, Rodolfo Fischer                                                                 |
| 19 października 1969 | San Martín Tucumán – River Plate 1:1 Miguel A. Toledo - Daniel Onega                                                                                    |
| 19 października 1969 | Chacarita Juniors – Unión Santa Fe 1:1 Rodolfo Orife - Néstor Scotta                                                                                    |
| 19 października 1969 | CA Vélez Sarsfield – CA Huracán 0:0 |
| 19 października 1969 | Desamparados San Juan – CA Platense 3:0 Juan Alos, Luis A. Cortez, Juan J. Pérez                                                                        |
| 19 października 1969 | Talleres Córdoba – Estudiantes La Plata 2:1 Roberto Cortez, Miguel Rivarola - Christian Rudzki (k)                                                      |

### Kolejka 9
| Data                 | Mecz |
| -------------------- | --- |
| 24 października 1969 | Independiente – Desamparados San Juan 4:1 Roberto A. Tarabini (3), José O. Pastoriza (k) - Isaac Paz mecz rozegrany został na stadionie klubu Racing Club de Avellaneda |
| 26 października 1969 | Boca Juniors – CA Vélez Sarsfield 1:0 Rubén Suñé |
| 26 października 1969 | Unión Santa Fe – CA Argentino de Quilmes 0:1 Carlos A. Della Savia |
| 26 października 1969 | River Plate – Racing Club de Avellaneda 1:0 Oscar Más |
| 26 października 1969 | San Lorenzo de Almagro – San Martín Tucumán 5:0 Victorio Cocco, Rafael Albrecht (k), Rodolfo Fischer (3, 2k)                                                            |
| 26 października 1969 | CA Huracán – Chacarita Juniors 2:0 Luis A. Giribet (2) |
| 26 października 1969 | CA Platense – Talleres Córdoba 4:1 Carlos A. Bulla (3), Néstor Subiat - Miguel Rivarola                                                                                 |
| 26 października 1969 | San Martín Mendoza – Club Atlético Lanús 0:0 |
| 26 października 1969 | Estudiantes La Plata – San Lorenzo Mar del Plata 3:1 Rubén Pagnanini, Juan A. Taverna, Daniel Romeo - Rodolfo Dalmasso                                                  |

### Kolejka 10
| Data                 | Mecz |
| -------------------- | --- |
| 31 października 1969 | Club Atlético Lanús – Unión Santa Fe 1:1 Juan J. De Mario - Marcelo Fredes mecz rozegrany został na stadionie klubu CA Banfield |
| 2 listopada 1969     | Chacarita Juniors – Boca Juniors 0:1 Ángel C. Rojas                                                                             |
| 2 listopada 1969     | CA Argentino de Quilmes – CA Huracán 0:1 Edemil Araquem de Melo                                                                 |
| 2 listopada 1969     | Racing Club de Avellaneda – San Lorenzo de Almagro 1:3 Juan C. Cárdenas - Rubén H. Ayala, Rodolfo Fischer, Carlos Veglio        |
| 2 listopada 1969     | San Martín Mendoza – Independiente 0:2 Héctor Yazalde (2)                                                                       |
| 2 listopada 1969     | CA Vélez Sarsfield – River Plate 0:1 Daniel Onega                                                                               |
| 2 listopada 1969     | San Lorenzo Mar del Plata – CA Platense 0:2 Rubén Valdez, Carlos A. Bulla                                                       |
| 2 listopada 1969     | Talleres Córdoba – Desamparados San Juan 2:0 Miguel Rivarola, Antonio del Río                                                   |
| 2 listopada 1969     | San Martín Tucumán – Estudiantes La Plata 1:0 Miguel A. Pérez                                                                   |

### Kolejka 11
| Data             | Mecz |
| ---------------- | --- |
| 7 listopada 1969 | River Plate – Chacarita Juniors 5:2 Carlos M. Rodríguez (2), Oscar Más, Daniel Onega (2) - Leonardo Recúpero, Juan A. Gómez Voglino                      |
| 9 listopada 1969 | Boca Juniors – CA Argentino de Quilmes 3:0 Ángel C. Rojas (3)                                                                                            |
| 9 listopada 1969 | San Lorenzo de Almagro – CA Vélez Sarsfield 1:1 Antonio Rosl - Carlos Bianchi                                                                            |
| 9 listopada 1969 | Estudiantes La Plata – Racing Club de Avellaneda 2:2 Marcos Conigliaro, Juan R. Verón - Juan C. Cárdenas, Roberto Salomone                               |
| 9 listopada 1969 | CA Huracán – Club Atlético Lanús 0:1 Ángel Silva |
| 9 listopada 1969 | CA Platense – San Martín Tucumán 2:2 Gualberto Muggione, Carlos A. Bulla (k) - Raúl Corvalán (k), Miguel A. Pérez                                        |
| 9 listopada 1969 | Independiente – Talleres Córdoba 1:0 Héctor Yazalde mecz rozegrany został na stadionie klubu Racing Club de Avellaneda                                   |
| 9 listopada 1969 | Desamparados San Juan – San Lorenzo Mar del Plata 5:2 Juan J. Pérez, Carlos A. Rodríguez (2), Carlos Massud, Ángel Vega - Carlos Miori, Rodolfo Dalmasso |
| 9 listopada 1969 | Unión Santa Fe – San Martín Mendoza 2:2 Rafael Zuviría, Néstor Scotta - Ernesto Czentoricky, Aldo Soto                                                   |

### Kolejka 12
| Data              | Mecz |
| ----------------- | --- |
| 11 listopada 1969 | Racing Club de Avellaneda – CA Platense 2:1 Alfio Basile, Juan C. Cárdenas (k) - Carlos A. Bulla (k)                                                             |
| 12 listopada 1969 | Club Atlético Lanús – Boca Juniors 1:2 Juan J. De Mario (k) - Roberto Rogel, Norberto Madurga mecz rozegrany został na stadionie klubu Racing Club de Avellaneda |
| 12 listopada 1969 | CA Argentino de Quilmes – River Plate 0:1 Jorge Recio |
| 12 listopada 1969 | Unión Santa Fe – Independiente 1:4 Marcelo Fredes - Roberto A. Tarabini, Héctor Yazalde (2), José O. Pastoriza                                                   |
| 12 listopada 1969 | San Martín Mendoza – CA Huracán 2:2 Luis Márquez, Aldo Soto (k) - Miguel A. Brindisi, Jorge H. Olmedo                                                            |
| 12 listopada 1969 | San Martín Tucumán – Desamparados San Juan 3:2 Segundo Corvalán, Raúl Corvalán (k), Julio Molina s - Teodoro Fernández, Isaac Paz                                |
| 12 listopada 1969 | San Lorenzo Mar del Plata – Talleres Córdoba 1:3 Héctor Buyatti - Héctor Millicay (2), Miguel Rivarola                                                           |
| 12 listopada 1969 | Chacarita Juniors – San Lorenzo de Almagro 1:1 Ángel Marcos - Rafael Albrecht                                                                                    |
| 12 listopada 1969 | CA Vélez Sarsfield – Estudiantes La Plata 0:1 Juan Echecopar |

### Kolejka 13
| Data              | Mecz |
| ----------------- | --- |
| 16 listopada 1969 | Boca Juniors – San Martín Mendoza 0:1 Miguel Achával                                                                                              |
| 16 listopada 1969 | San Lorenzo de Almagro – CA Argentino de Quilmes 3:0 Rodolfo Fischer (2), Miguel A. Tojo                                                          |
| 16 listopada 1969 | River Plate – Club Atlético Lanús 2:0 Víctor Marchetti, Abel Vieytez (k)                                                                          |
| 16 listopada 1969 | Independiente – San Lorenzo Mar del Plata 1:1 José O. Pastoriza - Carlos Miori mecz rozegrany został na stadionie klubu Racing Club de Avellaneda |
| 16 listopada 1969 | Estudiantes La Plata – Chacarita Juniors 2:2 Rubén Pagnanini, Marcos Conigliaro - Juan A. Gómez Voglino, Horacio Neumann                          |
| 16 listopada 1969 | CA Huracán – Unión Santa Fe 1:2 Luis A. Giribet (k) - Rodolfo Vilanoba s, Néstor Scotta                                                           |
| 16 listopada 1969 | Desamparados San Juan – Racing Club de Avellaneda 1:2 Carlos A. Rodríguez - Roberto Salomone, Carlos Squeo                                        |
| 16 listopada 1969 | CA Platense – CA Vélez Sarsfield 2:3 Gualberto Muggione, Jorge Doval - Carlos Bianchi (2), Antonio Moreyra                                        |
| 16 listopada 1969 | Talleres Córdoba – San Martín Tucumán 4:0 Eladio Rodríguez, Miguel A. Frullingui, Roberto Cortez (2)                                              |

### Kolejka 14
| Data              | Mecz |
| ----------------- | --- |
| 21 listopada 1969 | CA Vélez Sarsfield – Desamparados San Juan 1:1 José Solórzano - Teodoro Fernández mecz rozegrany został na stadionie klubu Atlanta Buenos Aires |
| 23 listopada 1969 | Unión Santa Fe – Boca Juniors 1:1 Néstor Scotta (k) - Rubén Suñé (k)                                                                            |
| 23 listopada 1969 | Racing Club de Avellaneda – Talleres Córdoba 0:1 Miguel Rivarola                                                                                |
| 23 listopada 1969 | Chacarita Juniors – CA Platense 4:2 Leonardo Recúpero, Franco Frassoldati, Horacio Neumann (2) - Carlos A. Bulla, José L. Cruz                  |
| 23 listopada 1969 | CA Huracán – Independiente 1:2 Miguel A. Brindisi - Miguel A. Raimondo, José O. Pastoriza                                                       |
| 23 listopada 1969 | CA Argentino de Quilmes – Estudiantes La Plata 2:1 Antonio Laginestra, Oscar López - Juan A. Taverna                                            |
| 23 listopada 1969 | Club Atlético Lanús – San Lorenzo de Almagro 1:2 Ramón Cabrero - Rodolfo Fischer, Rubén H. Ayala                                                |
| 23 listopada 1969 | San Martín Mendoza – River Plate 0:1 Carlos M. Rodríguez                                                                                        |
| 23 listopada 1969 | San Martín Tucumán – San Lorenzo Mar del Plata 0:0                                                                                              |

### Kolejka 15
| Data              | Mecz |
| ----------------- | --- |
| 28 listopada 1969 | CA Platense – CA Argentino de Quilmes 3:3 Gualberto Muggione, Jorge Doval, Carlos A. Bulla (k) - Miguel A. Benito, Juan Siciliano (k), Antonio Laginestra mecz rozegrany został na stadionie klubu Atlanta Buenos Aires |
| 30 listopada 1969 | Boca Juniors – CA Huracán 1:0 Ramón Ponce |
| 30 listopada 1969 | Independiente – San Martín Tucumán 7:1 Miguel A. Raimondo, Héctor Yazalde (4), Carlos Lizondo s, Eduardo Maglioni - Miguel A. Pérez mecz rozegrany został na stadionie klubu Racing Club de Avellaneda                  |
| 30 listopada 1969 | River Plate – Unión Santa Fe 2:0 Oscar Más, Víctor Marchetti |
| 30 listopada 1969 | San Lorenzo de Almagro – San Martín Mendoza 4:1 Antonio García Ameijenda (2), Carlos Veglio, Rubén H. Ayala - Aldo Soto (k)                                                                                             |
| 30 listopada 1969 | Talleres Córdoba – CA Vélez Sarsfield 0:3 Carlos Bianchi (3) |
| 30 listopada 1969 | Estudiantes La Plata – Club Atlético Lanús 1:0 Daniel Romeo |
| 30 listopada 1969 | San Lorenzo Mar del Plata – Racing Club de Avellaneda 2:1 Jorge Paolino s, Hugo Reynoso - Osvaldo Lamelza |
| 30 listopada 1969 | Desamparados San Juan – Chacarita Juniors 1:2 Isaac Paz - Manuel Zurita, Ángel Marcos |

### Kolejka 16
| Data           | Mecz |
| -------------- | --- |
| 5 grudnia 1969 | Racing Club de Avellaneda – San Martín Tucumán 5:1 Osvaldo Lamelza, Marcos Cominelli, Juan C. Cárdenas, Rubén Díaz, Roberto Aguirre - Héctor H. Corvalán (k) |
| 7 grudnia 1969 | Boca Juniors – Independiente 2:0 Norberto Madurga, Ignacio Peña                                                                                              |
| 7 grudnia 1969 | CA Huracán – River Plate 1:3 Alfredo Obberti - Oscar Más, Ricardo Montivero, Juan C. Trebucq                                                                 |
| 7 grudnia 1969 | Unión Santa Fe – San Lorenzo de Almagro 0:2 Miguel A. Tojo, Rubén H. Ayala                                                                                   |
| 7 grudnia 1969 | Club Atlético Lanús – CA Platense 3:1 Juan C. Guerra, Emilio Albasetti (2, 1k) - Jorge Doval                                                                 |
| 7 grudnia 1969 | CA Argentino de Quilmes – Desamparados San Juan 4:2 Carlos Della Savia (2), José M. Martínez, Félix Leeb - Carlos Massud (2)                                 |
| 7 grudnia 1969 | CA Vélez Sarsfield – San Lorenzo Mar del Plata 5:0 Carlos Bianchi (5)                                                                                        |
| 7 grudnia 1969 | San Martín Mendoza – Estudiantes La Plata 0:2 Pedro Verde, Christian Rudzki                                                                                  |
| 7 grudnia 1969 | Chacarita Juniors – Talleres Córdoba 3:0 Leonardo Recúpero, Franco Frassoldati, Ángel Marcos                                                                 |

### Kolejka 17
| Data            | Mecz |
| --------------- | --- |
| 12 grudnia 1969 | San Lorenzo Mar del Plata – Chacarita Juniors 1:2 Norberto Eresuma - Raúl Poncio, Manuel Zurita |
| 13 grudnia 1969 | Estudiantes La Plata – Unión Santa Fe 3:1 Juan R. Verón (k), Marcos Conigliaro (2) - Néstor Scotta |
| 13 grudnia 1969 | CA Platense – San Martín Mendoza 1:1 Gualberto Muggione - Aldo Soto mecz rozegrany został na stadionie klubu Atlanta Buenos Aires |
| 14 grudnia 1969 | River Plate – Boca Juniors 2:2 (1:2) Widzowie: 33 052 Sędzia: Oscar Veiró. Bramki: 0:1 Norberto Rubén Madurga 12, 0:2 Norberto Rubén Madurga 35, 1:2 Oscar Más 38, 2:2 Víctor Rodolfo Marchetti 67 Club Atlético River Plate: José Alberto Pérez; Miguel Ángel López, Abel Omar Vieytez (45 Jorge Eduardo Dominichi), Roberto Oscar Ferreiro, Reinaldo Carlos Merlo, Jorge Recio, Ricardo Omar Montivero, Carlos Manuel Rodríguez, Juan Carlos Trebucq, Víctor Rodolfo Marchetti, Oscar Más. Club Atlético Boca Juniors: Rubén Omar Sánchez – Julio Guillermo Meléndez, Silvio Marzolini, Rubén José Suñe, Norberto Rubén Madurga, Roberto Domingo Rogel, Ramón Héctor Ponce, Orlando José Medina, Ángel Clemente Rojas, Raúl Armando Savoy, Ignacio Ramón Peña. |
| 14 grudnia 1969 | Independiente – Racing Club de Avellaneda 1:3 Roberto A. Tarabini - Marcos Cominelli, Juan C. Cárdenas, Osvaldo Lamelza mecz rozegrany został na stadionie klubu Boca Juniors |
| 14 grudnia 1969 | San Lorenzo de Almagro – CA Huracán 2:1 Roberto Telch, Alberto Rendo - Luis A. Giribet |
| 14 grudnia 1969 | Desamparados San Juan – Club Atlético Lanús 4:2 Isaac Paz, Luis A. Cortez (3) - Daniel Quevedo, Ramón Cabrero |
| 14 grudnia 1969 | Talleres Córdoba – CA Argentino de Quilmes 3:2 Juan C. Atampi (2), Miguel Rivarola - Andrés Bertolotti, Oscar López |
| 14 grudnia 1969 | San Martín Tucumán – CA Vélez Sarsfield 1:2 Miguel A. Pérez - Antonio Moreyra, Carlos Bianchi |

### Końcowa tabela Nacional 1969
| Poz | Klub                      | Mecze | Zw | Rem | Por | Pkt | BrZd | BrStr |
| --- | ------------------------- | ----- | -- | --- | --- | --- | ---- | ----- |
| 1   | Boca Juniors              | 17    | 13 | 3   | 1   | 29  | 35   | 11    |
| 2   | River Plate               | 17    | 11 | 5   | 1   | 27  | 34   | 11    |
| 3   | San Lorenzo de Almagro    | 17    | 12 | 3   | 2   | 27  | 41   | 18    |
| 4   | Independiente             | 17    | 11 | 3   | 3   | 25  | 36   | 14    |
| 5   | CA Argentino de Quilmes   | 17    | 9  | 1   | 7   | 19  | 35   | 30    |
| 6   | CA Vélez Sarsfield        | 17    | 6  | 7   | 4   | 19  | 22   | 14    |
| 7   | Chacarita Juniors         | 17    | 6  | 6   | 5   | 18  | 26   | 26    |
| 8   | Racing Club de Avellaneda | 17    | 7  | 3   | 7   | 17  | 25   | 20    |
| 9   | CA Huracán                | 17    | 7  | 3   | 7   | 17  | 22   | 18    |
| 10  | Estudiantes La Plata      | 17    | 7  | 2   | 8   | 16  | 26   | 26    |
| 11  | Talleres Córdoba          | 17    | 6  | 2   | 9   | 14  | 22   | 35    |
| 12  | San Martín Mendoza        | 17    | 3  | 8   | 6   | 14  | 17   | 30    |
| 13  | Desamparados San Juan     | 17    | 5  | 3   | 9   | 13  | 28   | 38    |
| 14  | Club Atlético Lanús       | 17    | 5  | 2   | 10  | 12  | 18   | 24    |
| 15  | CA Platense               | 17    | 2  | 6   | 9   | 10  | 25   | 35    |
| 16  | Unión Santa Fe            | 17    | 3  | 6   | 8   | 10  | 17   | 26    |
| 17  | San Martín Tucumán        | 17    | 2  | 5   | 10  | 9   | 14   | 41    |
| 18  | San Lorenzo Mar del Plata | 17    | 3  | 2   | 12  | 8   | 18   | 44    |

Mistrzem Argentyny Nacional w roku 1969 został klub Boca Juniors. Wobec równej liczby punktów drugi i trzeci klub w tabeli rozegrały mecz barażowy o tytuł wicemistrza Argentyny.
| Data            | Mecz |
| --------------- | --- |
| 17 grudnia 1969 | San Lorenzo de Almagro – River Plate 0:1 Víctor Marchetti mecz rozegrany został na stadionie klubu Vélez Sarsfield               |
| 21 grudnia 1969 | River Plate – San Lorenzo de Almagro 3:2 Oscar Más (2), Ricardo Montivero - ?, ? mecz rozegrany został na stadionie klubu Racing |

Wicemistrzem Argentyny Nacional został klub River Plate. Zarówno mistrz jak i wicemistrz Argentyny Nacional zakwalifikowały się do Copa Libertadores 1970.

### Klasyfikacja strzelców bramek Nacional 1969
| Gole | Piłkarz         | Klub                   |
| ---- | --------------- | ---------------------- |
| 14   | Carlos Bulla    | CA Platense            |
| 14   | Rodolfo Fischer | San Lorenzo de Almagro |
| 14   | Oscar Más       | River Plate            |
| 13   | Héctor Yazalde  | Independiente          |
| 12   | Carlos Bianchi  | CA Vélez Sarsfield     |